# КНДР на летних Олимпийских играх 1980
КНДР принимала участие в Летних Олимпийских играх 1980 года в Москве (СССР) в третий раз за свою историю, и завоевала две бронзовых и три серебряных медали.

## Медалисты
| Медаль  | Спортсмен    | Вид спорта       | Дисциплина                        |
| ------- | ------------ | ---------------- | --------------------------------- |
| Серебро | Чан Со Хон   | Борьба           | Мужчины, вольная борьба, до 48 кг |
| Серебро | Ли Хо Пён    | Борьба           | Мужчины, вольная борьба, до 57 кг |
| Серебро | Хо Бон Чхоль | Тяжёлая атлетика | Мужчины, до 52 кг                 |
| Бронза  | Ли Бён Ук    | Бокс             | Мужчины, до 48 кг                 |
| Бронза  | Хан Гён Си   | Тяжёлая атлетика | Мужчины, до 52 кг                 |